# Arrondissement Virton
Arrondissement Virton (francouzsky: Arrondissement de Virton; nizozemsky: Arrondissement Virton) je jeden z pěti arrondissementů (okresů) v provincii Lucemburk v Belgii.

## Obyvatelstvo
Počet obyvatel k 1. lednu 2017 činil 53 500 obyvatel. Rozloha okresu činí 771,19 km².

## Obce
Okres Virton sestává z těchto obcí:
- Chiny
- Étalle
- Florenville
- Habay
- Meix-devant-Virton
- Musson
- Rouvroy
- Saint-Léger
- Tintigny
- Virton